# 吐谷浑语
吐谷浑语是古代吐谷浑人曾经使用的语言，屬旁蒙古語族，為古代蒙古語的一支，现在已经灭绝。这种语言在《宋书》中第一次得到证实。

## 分类
古漢語文獻記載，吐谷渾與契丹有相同起源，其語言相近。
伯希和曾认为吐谷浑语属于蒙古语族中的一支 。
亚历山德尔·沃文证明了已经灭绝的吐谷浑语属于旁蒙古语族。 这意味着吐谷浑语与蒙古语有关，同源自原始蒙古語，但不是中古蒙古語直接的后裔。契丹语也是蒙古语的兄弟语言。

## 词汇
沃文用中古音重建了几个汉字转写的吐谷浑语词语。例如，第二人称单数形式的*čʰo,与蒙古语的či相似。/o/和/i/的相似性在蒙古语和契丹语中也得到了证实，例如中古蒙古语西部方言的taqiya和契丹语的t[i].qo.a。
Shimunek (2017)构拟的吐谷浑语词汇如下：
- “爾”：*čʰɪ [處] (北部早期中古汉语**tśʰɨ)；Vovin (2015)将第二人称单数代词拟作*čʰo，与蒙古语系či同源。/o/与/i/交替见于蒙古语和契丹语，参西部中古蒙古语taqiya vs. 契丹语t[i].qo.a。[3]
- “川”：*qɔl [ལ་] (古藏语 *kʰol) ~ [ལ་] (古藏语 *kol)
- “武”：*bu [戊] (晚期中古汉语 *mbu)
- “兄”：*aqañ [阿干] (北部早期中古汉语**ɦakar̃)
- “父”或“大”：*maʁa/*amaʁa [莫賀] (北部早期中古汉语*magɣa)
- “大”：*maʁa [མ་ག] (古藏语 *maga < Indic)
- “帝王”：*qʰaʁan [ཁ་གན་] (古藏语 *kʰagan) / **kʰaʁɣar̃ [可寒] ~ [可汗] (北部早期中古汉语**kʰaʁɣar̃)
- “可汗之妻”：*qʰaʁʦʊn [恪尊] (北部早期中古汉语**kʰagʦor̃)

Vovin (2015)运用早期中古汉语音译构拟了几个吐谷浑语词汇。

## 词法
吐谷浑语后缀：
- *-čin/*-čiñ [ན་] (古藏语 *ʧin)“有某物（领属）”
- *-yin/*-yiñ [寅] (北部早期中古汉语 **yir̃) “属格定语后缀”